# Bayside, Virginia
Bayside är en ort i Accomack County i delstaten Virginia, USA.